# Шембе
Шембе́ (перс. شنبه) — невелике місто на півдні Ірану, в провінції Бушир. Входить до складу шахрестану Дешти. Станом на 2006 рік населення становило 2 414 людей; в національному складі переважають перси, в конфесійному — мусульмани-шиїти.
9 квітня 2013 року в провінції Бушир стався землетрус, внаслідок якого в Шембе майже повністю було зруйновано 200 будинків.

## Географія
Місто знаходиться в центральній частині провінції Бушир, на рівнині Гермсир, між узбережжям Перської затоки і хребтами південно-західного Загросу, на висоті 21 метра над рівнем моря.